# Miss Univers 1971

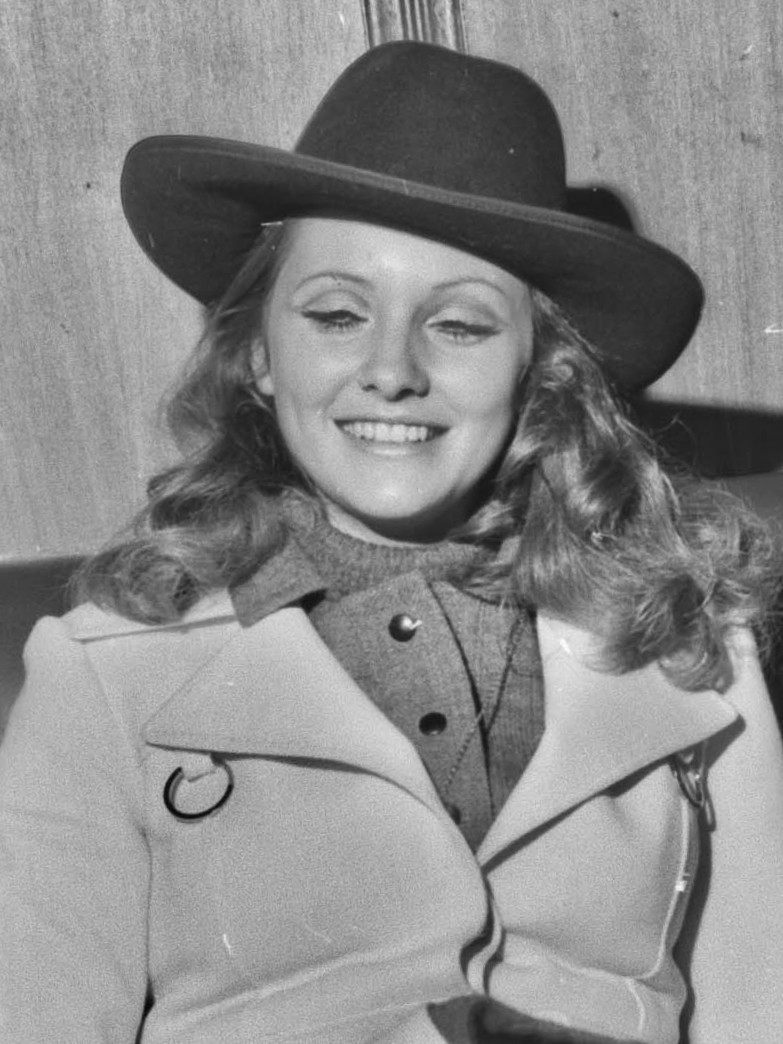
Miss Univers 1971 Georgina Rizk. Image de la collection iconographique des Archives publiques de l'État de São Paulo, code BR APESP SEGOV ICO NEG 3339 08

Miss Univers 1971, 20e édition du concours de Miss Univers a lieu le 24 juillet 1971, au Miami Beach Auditorium, à Miami Beach, Floride, États-Unis.
Georgina Rizk, Miss Liban, remporte le prix.

## Résultats
| Classement final  | Candidates |
| ----------------- | --- |
| Miss Univers 1971 | - Liban - Georgina Rizk |
| 1re dauphine      | - Australie - Toni Rayward |
| 2e dauphine       | - Finlande - Pirjo Aino Laitila |
| 3e dauphine       | - Porto Rico - Beba Franco |
| 4e dauphine       | - Brésil - Eliane Parreira Guimaraes |
| Top 12            | - Angleterre - Marilyn Ann Ward - France - Myriam Stocco - Israël - Ester Orgad - Japon - Shigeko Taketomi - Espagne - Josefina Roman Gutierrez - USA - Michele Marlene McDonald - Îles Vierges américaines - Cherrie Raphaelia Creque |

## Prix spéciaux
| Prix                      | Candidates                           |
| ------------------------- | ------------------------------------ |
| Miss Congénialité         | - Pérou - Magnolia Martínez          |
| Miss Photogénique         | - Philippines - Vida Valentina Doria |
| Meilleur costume national | - Mexique - Maria Luisa Lopez Corzo  |

## Candidates
| - Argentine - Maria Del Carmen Vidal - Aruba - Vicenta Vallita Maduro - Australie - Tony Suzanne Rayward - Autriche - Edeltraud Neubauer - Bahamas - Muriel Terah Rahming - Belgique - Martine Yasmine De Hert - Bermudes - Rene Furbert - Bolivie - Ana Maria Landivar - Brésil - Eliane Parreira Guimaraes - Canada - Lana Drouillard - Colombie - Piedad Mejia Trujillo - Congo-Kinshasa - Martine Mualuke - Costa Rica - Rosa Maria Rivera - Curaçao - Maria Vonhogen - République dominicaine - Sagrario Reyes - Équateur - Ximena Moreno Ochoa - Angleterre - Marilyn Ann Ward - Finlande - Pirjo Aino Irene Laitila - France - Myriam Stocco - Allemagne - Vera Kirst - Grèce - Angela Carayanni - Guam - Linda Mariano Avila - Holland - Laura Mulder-Smid - Honduras - Dunia Aracelly Ortega - Islande - Gudrun Valgardsdottir - Inde - Raj Gill - Irlande - Marie Hughes - Israël - Ester Orgod - Italie - Mara Palvarini - Jamaïque - Suzette Marilyn Wright | - Japon - Shigeko Taketomi - Korea - Noh Mi-ae - Liban - Georgina Rizk - Luxembourg - Mariette Francoise Fay - Malaisie - Yvette Baterman - Malte - Felicity Celia Carbott - Mexique - Maria Luisa Lopez Corzo - Nouvelle-Zélande - Linda Jane Ritchie - Nicaragua - Xiomara Paguaga Rodriguez - Norvège - Ruby Reitan - Panama - Gladys Isaza - Pérou - Magnolia Martinez - Philippines - Vida Valentina Fernandez Doria - Portugal - Maria Celmira Pereira Bauleth - Porto Rico - Beba Franco - Écosse - Elizabeth Montgomery - Singapour - Jenny Ser Wang - Espagne - Josefina Roman Gutierrez - Suriname - Marcelle Darou - Suède - Vivian Oihanen - Suisse - Anita Andrini - Thaïlande - Warunee Sangsirinavin - Trinité-et-Tobago - Sally Karamath - Tunisie - Aida Mzali - Turquie - Filiz Vural - Uruguay - Alba Techira - États-Unis - Michele Marlene McDonald - Venezuela - Jeannette Amelia Donzella Sanchez - Îles Vierges américaines - Cherrie Raphelia Creque - Pays de Galles - Dawn Cater |

## Juges
| - Julio Alemán - Margareta Arvidsson - Edilson Cid Varela - Eileen Ford - George Fowler - Yousuf Karsh | - Dong Kingman - Jean-Louis Lindican - Line Renaud - Hitsiro Watanabe - Earl Wilson |

## Note sur le classement des pays
- 1re victoire pour le Liban grâce au sacre de Georgina Rizk.
- Les États-Unis sont classés pour la 14e année consécutive.
- Le Brésil est classé pour la 5e année consécutive.
- L'Australie et le Japon sont classés pour la 3e année consécutive.
- L'Australie est classée dans le Top 3 pour la 3e année consécutive.
- Porto Rico est classé pour la 2e année consécutive.
- Le retour de la Finlande et d'Israël depuis leur dernier classement lors de l'élection de Miss Univers 1969.
- Le retour de l'Angleterre et de la France depuis leur dernier classement lors de l'élection de Miss Univers 1968.
- Le retour de l'Espagne depuis son dernier classement lors de l'élection de Miss Univers 1967.
- Le retour du Liban depuis son dernier classement lors de l'élection de Miss Univers 1962.
- 1er classement pour les Îles Vierges américaines.